# Calyptranthes pittieri
Calyptranthes pittieri är en myrtenväxtart som beskrevs av Paul Carpenter Standley. Calyptranthes pittieri ingår i släktet Calyptranthes och familjen myrtenväxter.
Artens utbredningsområde är Costa Rica. Inga underarter finns listade i Catalogue of Life.